# Битка при Балаклава
Балаклавското сражение е битка от Кримската война, състояла се на 25 октомври 1854 година край Балаклава в Крим.
Сражението се развива в началото на войната, малко след съюзническия десант в Крим, когато британските, френските и османските войски организират обсадата на Севастопол. Руснаците правят опит да прекъснат снабдителните линии на съюзниците при Балаклава, но въпреки численото си превъзходство са отблъснати. В опит да контраатакуват, британците претърпяват тежки загуби в катастрофалната Атака на леката бригада.